# アジアオープン・台北
アジアオープン・台北 (Asian Open Taipei) は台湾の国際柔道大会

## 来歴
IJFワールド柔道ツアーの一環として、グランドスラム、グランプリなどに次ぐ位置付けとなったコンチネンタルオープンのうちの1大会。なお、今大会は世界ランキング対象大会であるが、国際柔道連盟主催ではなく各大陸連盟主催の大会であるため、ワールド柔道ツアーには含まれない。2013年から台湾の台北で新たに開催されることになった。2020年以降は新型コロナウイルスの影響により中断されていたが、2023年から大会が再開された。

## 名称の変遷
- アジアオープン・台北 Asian Open Taipei (2013- )

## 優勝者

### 男子
| 年     | 60 kg級                    | 66 kg級                    | 73 kg級                  | 81 kg級                              | 90 kg級              | 100 kg級             | 100 kg超級                         |
| 2013年 | 蔡明諺                     | 簡家宏                     | 黄君達                   | キム・ハンヨブ                       | チャ・スンフン       | ソン・ヨングク       | チェ・スンウォン                   |
| 2014年 | バトゥルガ・ガンバタール   | セルジュ・オレイニック     | 黄君達                   | イ・チョンミン                       | キリル・デニソフ     | ジョルジ・フォンセカ | レナート・サイドフ                 |
| 2015年 | マティアジュ・トゥルボヴチ | アドリアン・ゴムボッチ     | ダニエル・ウィリアムズ   | スルジャン・ムルバリエビッチ         | ミハエル・ジュガンク | ウォン・チョンフン   | ムハマドムロド・アブドゥラフモノフ |
| 2016年 | 木戸慎二                   | 石黒亮太                   | 橋本壮市                 | 丸山剛毅                             | キム・ギュンモ       | ウォン・チョンフン   | 田中大貴                           |
| 2017年 | チェ・ジュニ               | ファン・シェンティン       | 方貴満                   | アントワーヌ・ヴァロア＝フォルティエ | イム・ウースン       | ホン・イチ           | リ・ポエン                         |
| 2018年 | ヤン・ユンウェイ           | 橋口祐葵                   | アン・ジェシク           | 小原拳哉                             | テジェン・テジェノフ | キム・イヒョン       | ユン・ジェグ                       |
| 2019年 | 竪山将                     | 藤阪泰恒                   | アン・ジェシク           | チョン・ヘジョ                       | イ・ジェヨン         | キム・イヒュン       | ヨン・ジェグ                       |
| 2023年 | リン・チンシャン           | サイニ・ジャスレーン・シン | ベン・ドンヒョン         | ソン・ミンキ                         | 大竹龍之助           | 平山才稀             | 小嶋洸成                           |
| 2024年 | リン・チョンユー           | ホン・ムンホ               | エルメク・アマンゲルディ | パク・ヘウン                         | キム・ジョンフン     | ハン・キュンジン     | キム・イヒョン                     |
| 2025年 | シュー・ミンウェイ         | バス・ミドルトン           | アルン・クマル           | ラトベク・ジュマナザロフ             | ソン・ミンキ         | ル・グァンジ         | 高木海帆                           |

### 女子
| 年     | 48 kg級                  | 52 kg級                  | 57 kg級              | 63 kg級                    | 70 kg級              | 78 kg級          | 78 kg超級                |
| 2013年 | 蕭惠珊                   | 曾鈺茹                   | 李欣芸               | 黄詩涵                     | 洪詩盈               | 許欣美           | サトジャデット・ソンサン |
| 2014年 | アレシャ・クズネツォワ   | 連佩如                   | 連珍羚               | 楊俊霞                     | 金省然               | 張浙慧           | 馬思思                   |
| 2015年 | 鄭普涇                   | グルバダム・ババムラトワ | 金珍迪               | ステファニー・トレンブレイ | 金省然               | ヤヒマ・ラミレス | キム・ジヨン             |
| 2016年 | ジャン・チヨン           | チェン・チンイン         | 金子瑛美             | チェ・ウンソル             | 前田奈恵子           | イ・ダビン       | 烏帽子美久               |
| 2017年 | リ・チュユン             | 五味奈津実               | 金子瑛美             | 渡辺聖未                   | ジュリ・アルベアル   | イ・ダビン       | キム・ジヨン             |
| 2018年 | オ・ヤンジュ             | 内尾真子                 | ドルジスレン・スミヤ | 佐藤みずほ                 | 柿澤史歩             | ホン・チンジュ   | チャン・リンファン       |
| 2019年 | 坂上綾                   | 岡本理帆                 | リ・ウンジュ         | 山本杏                     | 佐藤みずほ           | キム・エヨン     | キム・ハユン             |
| 2023年 | シェン・イチュン         | キム・ジヨン             | シン・ユナ           | メブ・コフラン             | リャオ・ユジュン     | キム・ジュユン   | キム・スーミン           |
| 2024年 | ハン・スヨン             | シェン・イシ             | ティンカ・イーストン | キム・ヒョベン             | サヤ・ミドルトン     | マリア・スワン   | チャン・リンファン       |
| 2025年 | アネリース・フィールダー | キム・ジヨン             | チョン・ナリ         | キム・エイ                 | モイラ・デビリアース | キム・ジュユン   | キム・ミンヨン           |